# Clyde Drexler
Clyde Austin Drexler (* 22. Juni 1962 in New Orleans, Louisiana) ist ein ehemaliger US-amerikanischer Basketballspieler. Der zehnfache All-Star verbrachte seine ersten elf Profijahre in der NBA bei den Portland Trail Blazers, bevor er in seinem 12. Profijahr, im Februar 1995, zu den Houston Rockets transferiert wurde. In Houston gewann Drexler 1995 zusammen mit Hakeem Olajuwon die NBA-Meisterschaft. 
Auf Grund seiner eleganten Spielweise wurde Drexler der Spitzname The Glide verliehen. Als Mitglied des legendären Dream Teams errang er mit der Basketballnationalmannschaft 1992 Gold bei den Spielen der XXV. Olympiade. Drexler wurde im Jahre 1996 zum fünfzigjährigen Jubiläum der NBA unter die 50 besten Spieler der NBA-Geschichte gewählt und 2004 als Spieler in die Naismith Memorial Basketball Hall of Fame aufgenommen. Als Mitglied des Dream Teams wurde Drexler 2010 ein zweites Mal Mitglied der Naismith Memorial Basketball Hall of Fame.

## Karriere
Drexler spielte vor seiner Profikarriere vier Jahre an der University of Houston, wo er mit Hakeem Olajuwon die Phi Slama Jama begründete, die für ihren spektukäleren Spielstil bekannt waren. Mit den Cougars erreichte Drexler 1983 das Finale der NCAA Division I Basketball Championship, wo man jedoch der North Carolina State University um Thurl Bailey in letzter Sekunde unterlag.
Drexler wurde im darauffolgenden NBA-Draft 1983 von den Portland Trail Blazers an 14. Stelle ausgewählt. In seiner Debütsaison war Drexler lediglich Bankspieler und erzielte 7,7 Punkte im Schnitt, doch schon in seinem zweiten Jahr avancierte er zum Starter und steigerte seinen Punkteschnitt auf 17,2 Punkte. 1986 erhielt er seine erste von zehn All-Star-Nominierungen. Drexler wurde Ende der 1980er einer der besten Spieler der Liga. 1990 führte er die Blazers, mit 26,4 Punkten im Schnitt, in die NBA Finals. In den Finals unterlag man den Detroit Pistons. Ein Jahr darauf erreichte er mit den Blazers eine teamhistorische Rekord-Siegesbilanz mit 63 Siegen in 82 Spielen. Jedoch unterlag man in den Playoffs in den Conference-Finals den Los Angeles Lakers um Magic Johnson. 1991/92 spielte Drexler wieder eine starke Saison und wurde hinter Michael Jordan Zweiter bei der Wahl zum MVP. Auch in den NBA-Finals trafen die damaligen Rivalen Jordan und Drexler aufeinander, wo Drexler erneut unterlag.
Nachdem die Blazers während der Saison 1994/95 kein ernsthafter Titelanwärter mehr waren, forderte Drexler einen Teamwechsel und wurde für Otis Thorpe zum Titelverteidiger Houston Rockets transferiert, bei denen auch sein Freund und Teamkollege aus Collegezeiten, Hakeem Olajuwon, seit Jahren spielte. Die bis dahin mittelmäßigen in die Saison gestarteten Rockets spielten besonders in den Playoffs stark auf und stießen erneut in die NBA-Finals vor, wo man die jungen Orlando Magic um Shaquille O’Neal bezwang und den Titel verteidigen konnte. Somit konnte Drexler erstmals die NBA-Meisterschaft gewinnen und war hinter Olajuwon, der zweitbeste Korbschütze der Rockets. Die kommenden drei Jahre versuchten die Rockets mit der Verpflichtung von Charles Barkley erneut den Titel zu gewinnen, dies gelang jedoch nicht mehr. Drexler der bis zum Schluss seiner Karriere noch 18 Punkte im Schnitt erzielte, beendete 1998 seine NBA-Karriere und wurde Trainer der University of Houston, die er zwei Jahre recht erfolglos betreute, ehe er im Jahr 2000 das Amt aufgab.
In seiner NBA-Karriere erzielte Drexler in über 1000 Saisonspielen 20,4 Punkte, 5,6 Assists, 6,1 Rebounds und 2,0 Steals im Schnitt. Drexler war erst der 24. Spieler, der die 20.000-Punkte-Marke in der NBA knacken konnte und ist einer von nur fünf Akteuren (neben Kobe Bryant, LeBron James, John Havlicek und Oscar Robertson), die in ihren Karrieren mehr als 20.000 Punkte, 6.000 Rebounds und 6.000 Assists erzielen konnten.

## Nach der Spielerkarriere

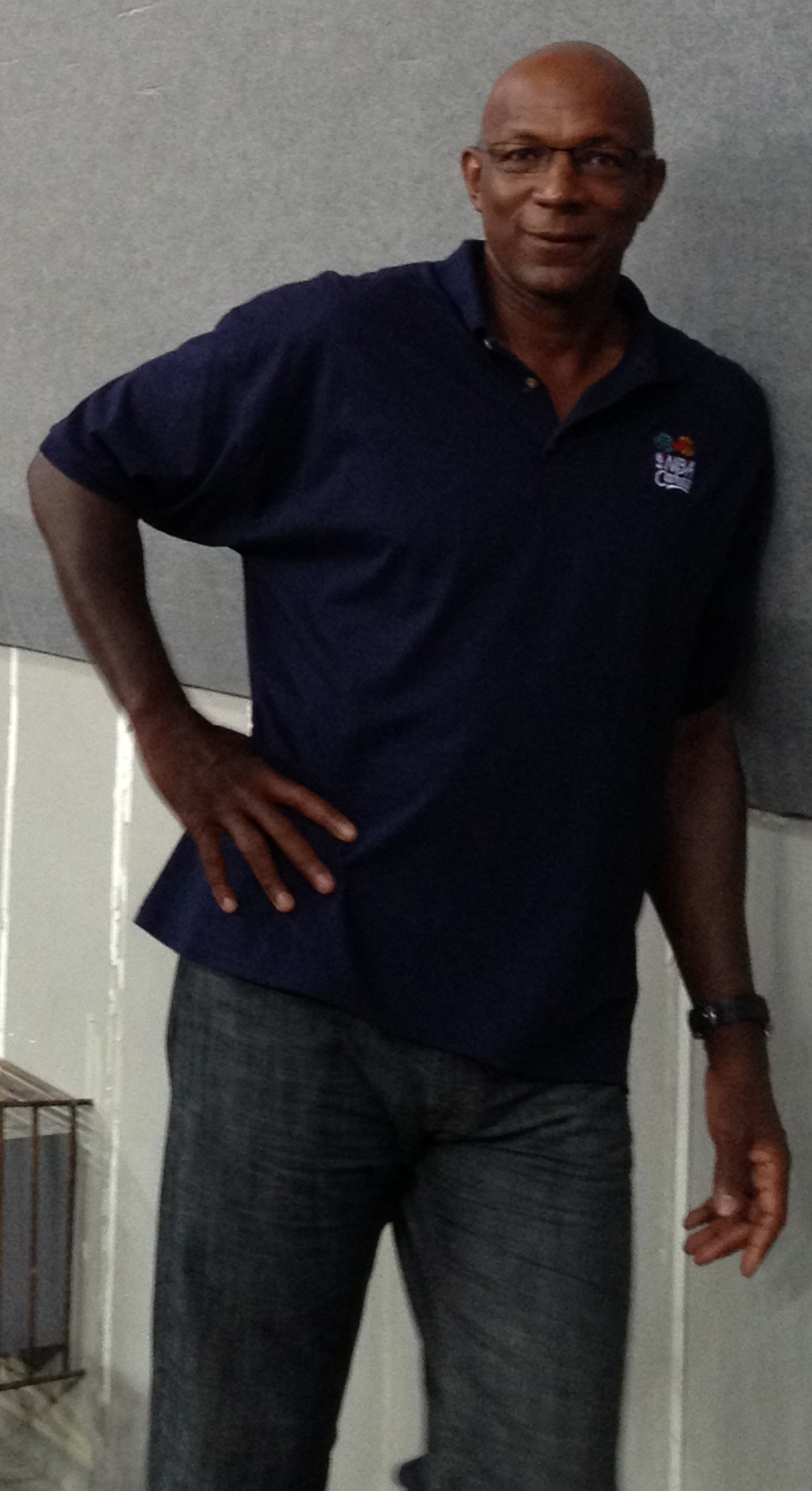
Drexler 2013

Drexler arbeitet heute als Commissioner von Ice Cubes Big3-Liga.

## Ehrungen und Auszeichnungen
- Rückennummer 22 in den Ruhestand versetzt von den Portland Trail Blazers
- Rückennummer 22 in den Ruhestand versetzt von den Houston Rockets
- Rückennummer 22 in den Ruhestand versetzt von der University of Houston
- All-American Second Team 1983
- All-NBA First Team 1992
  - All-NBA Second Team 1988, 1991
  - All-NBA Third Team 1990, 1995
- NBA All-Star 1986, 1988–1994, 1996, 1997
- 50 Greatest Players in NBA History 1996
- National Collegiate Basketball Hall of Fame 2006 (als Spieler)
- Naismith Memorial Basketball Hall of Fame 2004 (als Spieler)
- Naismith Memorial Basketball Hall of Fame 2010 (mit dem Dream Team)

## Karriere Statistiken
| Legende | Legende                                        | Legende | Legende                                                     | Legende | Legende                                          |
| ------- | ---------------------------------------------- | ------- | ----------------------------------------------------------- | ------- | ------------------------------------------------ |
| GP      | Absolvierte Spiele (Games played)              | GS      | Spiele von Beginn an (Games started)                        | MPG     | Absolvierte Minuten pro Spiel (Minutes per game) |
| FG%     | Wurfquote aus dem Feld (Field-goal percentage) | 3P%     | Wurfquote Drei-Punkte-Würfe (3-point field-goal percentage) | FT%     | Freiwurfquote (Free-throw percentage)            |
| RPG     | Rebounds pro Spiel (Rebounds per game)         | APG     | Assists pro Spiel (Assists per game)                        | SPG     | Steals pro Spiel (Steals per game)               |
| BPG     | Blocks pro Spiel (Blocks per game)             | PPG     | Punkte pro Spiel (Points per game)                          | FETT    | Karriere-Bestmarke                               |

### Regular Season
| Saison   | Team               | GP   | GS  | MPG  | FG % | 3P % | FT %  | RPG | APG | SPG | BPG | PPG  |
| -------- | ------------------ | ---- | --- | ---- | ---- | ---- | ----- | --- | --- | --- | --- | ---- |
| 1983–84  | Portland           | 82   | 3   | 17.2 | .451 | .250 | .728  | 2.9 | 1.9 | 1.3 | 0.4 | 7.7  |
| 1984–85  | Portland           | 80   | 43  | 31.9 | .494 | .216 | .759  | 6.0 | 5.5 | 2.2 | 0.9 | 17.2 |
| 1985–86  | Portland           | 75   | 58  | 34.3 | .475 | .200 | .769  | 5.6 | 8.0 | 2.6 | 0.6 | 18.5 |
| 1986–87  | Portland           | 82   | 82  | 38.0 | .502 | .234 | .760  | 6.3 | 6.9 | 2.5 | 0.9 | 21.7 |
| 1987–88  | Portland           | 81   | 80  | 37.8 | .506 | .212 | .811  | 6.6 | 5.8 | 2.5 | 0.6 | 27.0 |
| 1988–89  | Portland           | 78   | 78  | 39.3 | .496 | .260 | .799  | 7.9 | 5.8 | 2.7 | 0.7 | 27.2 |
| 1989–90  | Portland           | 73   | 73  | 36.8 | .494 | .283 | .774  | 6.9 | 5.9 | 2.0 | 0.7 | 23.3 |
| 1990–91  | Portland           | 82   | 82  | 34.8 | .482 | .319 | .794  | 6.7 | 6.0 | 1.8 | 0.7 | 21.5 |
| 1991–92  | Portland           | 76   | 76  | 36.2 | .470 | .337 | .794  | 6.6 | 6.7 | 1.8 | 0.9 | 25.0 |
| 1992–93  | Portland           | 49   | 49  | 34.1 | .429 | .233 | .839  | 6.3 | 5.7 | 1.9 | 0.8 | 19.9 |
| 1993–94  | Portland           | 68   | 68  | 34.3 | .428 | .324 | .777  | 6.5 | 4.9 | 1.4 | 0.5 | 19.2 |
| 1994–95  | Portland / Houston | 76   | 75  | 35.9 | .461 | .360 | .824  | 6.3 | 4.8 | 1.8 | 0.6 | 21.8 |
| 1995–96  | Houston            | 52   | 51  | 38.4 | .433 | .332 | .784  | 7.2 | 5.8 | 2.0 | 0.5 | 19.3 |
| 1996–97  | Houston            | 62   | 62  | 36.6 | .442 | .355 | .750  | 6.0 | 5.7 | 1.9 | 0.6 | 18.0 |
| 1997–98  | Houston            | 70   | 70  | 35.3 | .427 | .317 | .801  | 4.9 | 5.5 | 1.8 | 0.6 | 18.4 |
| Gesamt   | Gesamt             | 1086 | 950 | 34.6 | .472 | .318 | .788  | 6.1 | 5.6 | 2.0 | 0.7 | 20.4 |
| All-Star | All-Star           | 9    | 4   | 18.4 | .506 | .286 | 1.000 | 4.9 | 2.6 | 1.3 | 0.7 | 10.7 |

### Playoffs
| Saison  | Team     | GP  | GS  | MPG  | FG % | 3P % | FT % | RPG  | APG | SPG | BPG | PPG  |
| ------- | -------- | --- | --- | ---- | ---- | ---- | ---- | ---- | --- | --- | --- | ---- |
| 1983–84 | Portland | 5   | —   | 17.0 | .429 | .000 | .857 | 3.4  | 1.6 | 1.0 | 0.2 | 7.2  |
| 1984–85 | Portland | 9   | 9   | 37.7 | .410 | .286 | .844 | 6.1  | 9.2 | 2.6 | 1.0 | 16.7 |
| 1985–86 | Portland | 4   | 4   | 36.3 | .456 | .400 | .783 | 6.3  | 6.5 | 1.5 | 0.8 | 18.0 |
| 1986–87 | Portland | 4   | 4   | 38.3 | .456 | .250 | .793 | 7.5  | 3.8 | 1.8 | 0.8 | 24.0 |
| 1987–88 | Portland | 4   | 4   | 42.5 | .386 | .500 | .724 | 7.0  | 5.3 | 3.0 | 0.5 | 22.0 |
| 1988–89 | Portland | 3   | 3   | 42.7 | .493 | .000 | .765 | 6.7  | 8.3 | 2.0 | 0.7 | 27.7 |
| 1989–90 | Portland | 21  | 21  | 40.6 | .441 | .220 | .774 | 7.2  | 7.1 | 2.5 | 0.9 | 21.4 |
| 1990–91 | Portland | 16  | 16  | 39.6 | .476 | .268 | .776 | 8.1  | 8.1 | 2.1 | 1.0 | 21.7 |
| 1991–92 | Portland | 21  | 21  | 40.3 | .466 | .235 | .807 | 7.4  | 7.0 | 1.5 | 1.0 | 26.3 |
| 1992–93 | Portland | 3   | 3   | 38.7 | .419 | .417 | .800 | 6.3  | 4.7 | 1.7 | 1.0 | 19.0 |
| 1993–94 | Portland | 4   | 4   | 39.3 | .425 | .231 | .826 | 10.3 | 5.5 | 2.0 | 0.5 | 21.0 |
| 1994–95 | Houston  | 22  | 22  | 38.6 | .481 | .303 | .786 | 7.0  | 5.0 | 1.5 | 0.7 | 20.5 |
| 1995–96 | Houston  | 8   | 8   | 36.5 | .415 | .265 | .765 | 7.8  | 5.0 | 2.6 | 0.5 | 16.6 |
| 1996–97 | Houston  | 16  | 16  | 38.9 | .436 | .373 | .778 | 5.6  | 4.8 | 1.6 | 0.4 | 18.1 |
| 1997–98 | Houston  | 5   | 5   | 36.4 | .309 | .192 | .757 | 5.4  | 4.6 | 1.6 | 0.6 | 15.0 |
| Gesamt  | Gesamt   | 145 | 140 | 38.4 | .447 | .288 | .787 | 6.9  | 6.1 | 1.9 | 0.7 | 20.4 |